# Jean Cugnot
Jean Cugnot (n. 3 august 1899, Paris, Île-de-France, Franța – d. 25 iunie 1933, Paris, Île-de-France, Franța) a fost un ciclist francez, medaliat olimpic. A participat la o ediție a Jocurilor Olimpice (1924) în care a câștigat o medalie de aur.

## Participări
Lista de mai jos prezintă principalele competiții la care a participat Jean Cugnot de-a lungul carierei.
- cyclisme aux Jeux olympiques d'été de 1924 – tandem hommes[*]